# 迪亞曼特縣

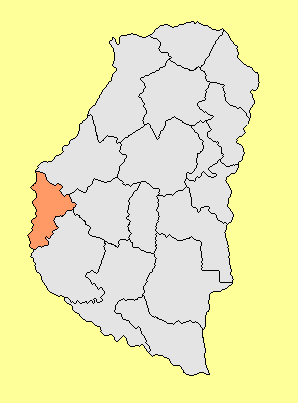

32°4′2″S 60°38′16″W / 32.06722°S 60.63778°W
迪亞曼特縣（西班牙語：Departamento Diamante），是阿根廷的縣份，位於該國東北部恩特雷里奧斯省，首府設於迪亞曼特，面積2,774平方公里，2010年人口46,361，人口密度每平方公里16.71人。